# Europe Magazine
Pour la revue littéraire française, voir Europe (revue).
Europe Magazine est un journal belge de droite conservatrice qui est apparu en 1944, juste après la libération de la Belgique, sous le titre de Grande-Bretagne. Il a alors été fondé avec le soutien des forces armées et des services secrets britanniques en Belgique . En 1945, Grande-Bretagne change de nom pour Europe-Amérique. Puis prend le titre d'Europe Magazine de 1953 à 1969.
En 1969, il est remplacé par le mensuel Nouvel Europe Magazine, qui servira de carrefour médiatique entre la droite conservatrice et l'extrême droite belge et européenne .